# Zoigê
Zoigê (en tibetano: མཛོད་དགེ, wylie: mdzod dge, ZWPY: Zoigê) en su forma china de Ruorgai (en chino, 若尔盖; pinyin, Ruò'ěrgài) es un condado bajo bajo la administración directa de la Prefectura Ngawa. Se ubica en la provincia de Sichuan, centro-sur de la República Popular China. Su área es de 10 325 km² y su población total para 2010 superó los 74 mil habitantes.

## Administración
El condado Zoigê administra 17 pueblos que se dividen en: 1 poblado y 16 aldeas.
- Poblado Dazhasi (达扎寺镇)
- Aldea Banyou (班佑乡)
- Aldea Axi (阿西乡)
- Aldea Tangke (唐克乡)
- Aldea Xiaman (辖曼乡)
- Aldea Hongxing (红星乡)
- Aldea Maixi (麦溪乡)
- Aldea Neiwa (嫩哇乡)
- Aldea Donglie (冻列乡)
- Aldea Chong'er (崇尔乡)
- Aldea Re'er (热尔乡)
- Aldea Zhanwa (占哇乡)
- Aldea Jiangzha (降扎乡)
- Aldea Baxi (巴西乡)
- Aldea Axirong (阿西茸乡)
- Aldea Qiuji (求吉乡)
- Aldea Baozuo (包座乡)

## Toponimia
Existen varias teorías del topónimo Ruo'rgai [/Ruór-kái/] o su homólogo tibetano Zoigê. 
Se dice que el nombres es una pronunciación cercana de "Ruoga", Ruo significa yak, y Ga significa amor o gusto. Según la leyenda, hace mucho tiempo, había una tribu que se dedicaba principalmente a la cría de ganado, la gente de allí era buena en la cría de yaks y se llamaba la tribu "Ruoga" 'gusto por los yaks', esto fue llevado al chino como Ruor'gai  y al tibetano como Zoi'gê.
Una versión, basada en registros históricos tibetanos, relata que entre los años 815 y 833, el rey envió al ministro Gar Yixi Daji a la región de Dome para recaudar impuestos y tributos. Este ministro se estableció y prosperó en las fértiles praderas de las cuencas de los ríos Amarillo, Negro y Blanco. Entre sus descendientes, hubo uno llamado "Ruoba Gengdeng" (若巴·更登), quien se encargó de gestionar las finanzas, los impuestos y los almacenes del reino. Gracias a su administración eficiente, ganó el cariño y el respeto de la gente. Tras su muerte, la tribu a la que pertenecía simplificó su nombre de "Ruoba Gengdeng" a "Rogê" o en tibetano "Zoigê", que se convirtió tanto en un nombre personal como en la denominación del área que gobernaba.

## Clima
Zoigê tiene un clima subártico alpino, con noches muy frías incluso en verano e inviernos muy fríos con rangos de temperatura diurnas extremos. La nieve puede caer en cualquier época del año y, por lo general, no se derrite hasta el verano debido a las repetidas heladas nocturnas, incluso cuando las temperaturas máximas superan los 0 °C. Por lo tanto, el acceso a Zoigê está muy restringido durante los meses de invierno, desde fines de octubre hasta principios de mayo. Al estar a una altitud de más 3300 m s.n.m., la altura es otro problema común para los turistas.
| Parámetros climáticos promedio de Zoigê | Parámetros climáticos promedio de Zoigê | Parámetros climáticos promedio de Zoigê | Parámetros climáticos promedio de Zoigê | Parámetros climáticos promedio de Zoigê | Parámetros climáticos promedio de Zoigê | Parámetros climáticos promedio de Zoigê | Parámetros climáticos promedio de Zoigê | Parámetros climáticos promedio de Zoigê | Parámetros climáticos promedio de Zoigê | Parámetros climáticos promedio de Zoigê | Parámetros climáticos promedio de Zoigê | Parámetros climáticos promedio de Zoigê | Parámetros climáticos promedio de Zoigê |
| Mes                                     | Ene.                                    | Feb.                                    | Mar.                                    | Abr.                                    | May.                                    | Jun.                                    | Jul.                                    | Ago.                                    | Sep.                                    | Oct.                                    | Nov.                                    | Dic.                                    | Anual                                   |
| --------------------------------------- | --------------------------------------- | --------------------------------------- | --------------------------------------- | --------------------------------------- | --------------------------------------- | --------------------------------------- | --------------------------------------- | --------------------------------------- | --------------------------------------- | --------------------------------------- | --------------------------------------- | --------------------------------------- | --------------------------------------- |
| Temp. máx. media (°C)                   | 0                                       | 1.7                                     | 5.6                                     | 8.9                                     | 11.7                                    | 13.9                                    | 16.7                                    | 16.7                                    | 12.8                                    | 8.9                                     | 3.9                                     | 0.6                                     | 8.4                                     |
| Temp. mín. media (°C)                   | -18.9                                   | -15                                     | -9.4                                    | -4.4                                    | 0                                       | 1.7                                     | 5                                       | 3.9                                     | 0.6                                     | -3.3                                    | -10                                     | -17.2                                   | -5.6                                    |
| Precipitación total (mm)                | 5.1                                     | 7.6                                     | 15.2                                    | 38.1                                    | 81.3                                    | 96.5                                    | 121.9                                   | 114.3                                   | 111.8                                   | 53.3                                    | 7.6                                     | 2.5                                     | 655.3                                   |
| Fuente: Weatherbase                     |                                         |                                         |                                         |                                         |                                         |                                         |                                         |                                         |                                         |                                         |                                         |                                         |                                         |